# Trisha Yearwood
Patricia Lynn Yearwood, coneguda professionalment com a Trisha Yearwood (Monticello, Geòrgia, 19 de setembre de 1964) és una cantant estatunidenca de música country. Està casada amb el cantant Garth Brooks.

## Discografia
- Trisha Yearwood (1991)
- Hearts in Armor (1992)
- The Song Remembers When (1993)
- Thinkin' About You (1995)
- Everybody Knows (1996)
- Where Your Road Leads (1998)
- Real Live Woman (2000)
- Inside Out (2001)
- Jasper County (2005)
- Heaven, Heartache and the Power of Love (2007)

- També va participar en la banda sonora de la pel·lícula The Thing Called Love.[2]

## Guardons
Nominacions
- 1995: Grammy al millor àlbum de country
- 1996: Grammy al millor àlbum de country
- 1997: Grammy al millor àlbum de country
- 1999: Grammy al millor àlbum de country
- 2001: Grammy al millor àlbum de country
- 2002: Grammy al millor àlbum de country
- 2006: Grammy al millor àlbum de country
- 2009: Grammy al millor àlbum de country